# Samoa en los Juegos Olímpicos de Río de Janeiro 2016
Samoa participa en los Juegos Olímpicos de 2016 en Río de Janeiro, Brasil, del 5 al 21 de agosto de 2016.

## Participantes
Atletismo
- Jeremy Dodson (200 metros)
- Alex Rose (lanzamiento de disco)

Halterofilia
- Nevo Ioane (masculino −62 kg)
- Mary Opeloge (femenino −75 kg)

Judo
- Derek Sua (masculino +100 kg)[4]

Natación
- Brandon Schuster (200 metros estilo libre masculina)
- Evelina Afoa (100 metros estilo espalda femenino)

Piragüismo
- Anne Cairn (K1 200 m y K1 500 m)[8]